# Limacia blumei
Limacia blumei là một loài thực vật có hoa trong họ Biển bức cát. Loài này được (Boerl.) Diels mô tả khoa học đầu tiên năm 1910.